# Vitol
De Vitol Group is een wereldwijd opererend Nederlands handelsbedrijf in grondstoffen gevestigd te Rotterdam. Het is tevens actief in de exploratie en productie van olie en gas alsook het genereren van elektriciteit. Het hoofdkantoor is in het Zwitserse Genève gevestigd.

## Activiteiten
Vitol werd in 1966 opgericht door de Rotterdamse kolenhandelaar Henk Viëtor. Het bedrijf groeide al snel uit naar Londen, Genève en Houston. Tot de producten die verhandeld worden behoren onder meer ruwe olie, gas, steenkool, benzine, diesel, LNG (vloeibaar gas), kerosine en stookolie. Vitol heeft de beschikking over eigen productievelden en beschikt verder over eigen distributiepunten, raffinaderijen en benzinestations. Het bedrijf is wereldwijd actief, maar het zwaartepunt ligt in Noord-Amerika, Europa en Azië.
In 2008 was Vitol met 400 miljoen ton ruwe olie per jaar de grootse onafhankelijke energiehandelaar ter wereld. In 2022, 2023 en 2024 stond Vitol op plaats één in ElseviersTop 500 van grootste bedrijven in Nederland. Alle aandelen zijn in handen van ongeveer 350 mensen die allen werkzaam zijn bij Vitol.
De sinds 2006 in Rotterdam operationele Euro Tank Terminal is in eigendom van VTTI, een joint-venture tussen Vitol en het Maleisische MISC, die wereldwijd olieopslagtanks exploiteert. Medio 2015 nam Vitol het belang van partner MISC over en betaalde ruim 700 miljoen euro voor het aandelenpakket. In de voormalige Sovjet-Unie is dochterbedrijf Arawak Energy actief.
In 2011 werden 1300 pompstations van Shell in Afrika overgenomen. In februari 2014 kocht Vitol de Geelong raffinaderij ten zuiden van Melbourne en 870 benzinestations van Shell in Australië. Geelong kan per dag 120.000 vaten ruwe olie verwerken. Vitol blijft de brandstoffen verkopen onder de Shell merknaam. Shell ontvangt 2,6 miljard dollar voor deze activiteiten.
In september 2016 kwam aan het licht dat Vitol samen met Trafigura een belangrijke rol speelt in de export van giftige brandstof naar een aantal Afrikaanse landen. Daarbij wordt olie van goede kwaliteit met goedkope, giftige mengstoffen als zwavel en benzeen tot zgn. "African quality" aangelengd. Beide bedrijven stellen daarbij geen regels te overtreden.
In mei 2017 maakte Vitol bekend de kleine raffinaderij van Koch aan de 7e Petroleumhaven in Rotterdam over te nemen.
In 2021 heeft Vitol zo'n 510 miljoen ton olie-equivalent aan olie, aardgas en lpg geleverd.